# Игнат Канев
Игнат Христов Канев (на английски: Ignat Kaneff), фамилия по рождение Кънев, е канадски строителен магнат и филантроп от български произход.

## Биография
Кънев е роден в с. Горно Абланово, Русенска област на 6 октомври 1926 г. Той е четвъртото от 7-те деца (Къньо, Ламби, Куна, Игнат, Мария, Симеон и Петър) на Христо и Мита Къневи.
Няма финансовата възможност да учи. Още на 14-годишна възраст напуска България и се установява в Австрия, за да търси препитание. През март 1941 г. с още няколко момчета отиват при Никола Парушчолаков, градинар от Горна Оряховица, който има зеленчукови градини в Австрия и търгува със земеделски стоки. След 1945 г. го убеждават да не се връща в България. След 5 години чиракуване вече има собствена търговия и малко производство на плодове и зеленчуци.
През 1951 г. зарязва бизнеса в Австрия и почти без средства, без да знае английски и без да има някакви връзки и приятели, заминава за Канада. Установява се в Торонто, където започва работа в строителния бизнес. Първоначално строи малки къщи за новопристигащите имигранти. Пет години по-късно, през 1956 г., вече основава там първата си строителна фирма. Следващата година строи първата си по-висока сграда – на 3 етажа с 9 апартамента, а 10 години по-късно вече вдига сграда с 262 жилища. Впоследствие годишният оборот на компанията му достига над 250 млн. долара. По време на своята активна дейност като строителен предприемач, той издига хиляди къщи, много обществени сгради и голф-съоръжения от световна класа.
Занимава се и с търговия на автомобили. Става представител на „General Motors“ и продава хиляди коли и камиони. За успешния си бизнес той е поканен лично от президента на фирмата на вечеря в Детройт.
Собственик е на 6 голф игрища и голяма строителна фирма в Канада. Управител е на благотворителна фондация, носеща неговото име.
Богатството му се оценява на над 1 млрд. долара.
Въпреки че живее в Канада от много години, той поддържа силна връзка с България. През 2003 г. като признание за приноса му Игнат Канев е бил избран за почетен консул на Република България в Мисисага.
На 30 декември 2016 г., Игнат Канев е награден с една от най-високите награди в Канада – Ордена на Канада. Наградата е връчена на 12 май следващата година на специална церемония в официалната резиденция на генералния губернатор на Канада Дейвид Джонстън в Отава.

## Дарителство
Благодарение на усърдието и предприемчивостта си Игнат Канев бързо натрупва голямо състояние, което му дава възможност да се заеме с благотворителна дейност. Дарява предимно за здравни и учебни цели, както и за утвърждаване на православната църква.
Прави първото си голямо дарение през 1955 г. за болница в Торонто, когато дава непосилната за следвоенните години сума от 2000 долара.
Подпомага свои предприемчиви сънародници, дошли да търсят късмета си в Канада.
Дава земя и над 1 млн. долара за строеж на православния храм „Свети Димитър“ в Торонто, осветен от бившия русенски митрополит, а впоследствие патриарх Неофит и от митрополита на Северна Америка и Австралия Йосиф.
През 1976 г. дарява средства за построяване на детска градина в родното си село Горно Абланово. А след демократичните промени спомага за ремонта на местната църква, обзавежда компютърен кабинет в училището и дарява линейка.
През 2001 и 2003 г. дарява оборудване за русенското училище „Отец Паисий“.
През 2009 г. строителният магнат дава 2.5 млн. долара за реконструкция на сградата на Osgoode Hall Law School към Йоркския универститет в Торонто, която впоследствие се нарича на негово име Ignat Kaneff Building.
През 90-те години на 20 век Игнат Канев изпраща огромно количество образователна и бизнес литература в Русенския университет „Ангел Кънчев“ в подкрепа на новосъздадения факултет по Бизнес и мениджмънт.
През 2012 г. дава два милиона лева (половината от необходимата сума) за построяването на модерен конферентен комплекс към университета, наречен на негово име „Канев Център“. Центърът разполага с многофункционална зала за 800 места, сцена с площ 120 m², заседателна зала със 70 места, конферентна зала със 100 места, всичко това оборудвано с най-модерни системи за осветление, озвучаване, презентации и симултанен превод. Открит е тържествено на 10 октомври 2013 г. в присъствието на ректора на университета проф. Христо Белоев, патриарх Неофит, президента Росен Плевнелиев, бившия президент Георги Първанов, кмета на град Русе, областния управител, временно изпълняващия длъжността посланик на Канада в Букурещ и др. представителни лица.
За рождения му ден през 2014 г. с негово дарение от 300 хил. лв. е построен културен дом в родното му село Горно Абланово, наречен „Канев център“, а читалището е преименувано на „Канев-Пробуда 1924“.

## Семейство
През 1948 г. се жени за Катерина – австрийка от хърватски произход. За 28 години брак няма деца от нея, тя умира от рак.
През 1977 г. се жени за Димитрина, която е 25 години по-млада от него. Запознават се, когато тя е на посещение в Канада при дядо си, емигрирал в страната преди години. През 1978 г. се ражда Анна-Мария Канева, а през 1980 г. – Кристина-Мария Канева. Анна-Мария завършва Колумбийския университет, а после „Икономика“ в Оксфордския университет. Кристина-Мария е юристка. Дъщерите му стават вицепрезиденти на семейната фирма. След оттеглянето на Игнат Канев от поста президент тази длъжност се заема от жена му Димитрина Канева.

## Признание
Игнат Канев е награден с:
- орден „Стара планина първа степен“ (2002)[2]
- орден на Онтарио (2010)[17]
- орден на Канада (2016)[9]

За щедрото спомоществувателство и обновяването на сградата на Юридическия колеж през 2010 г. Йоркският университет му присъжда званието „Почетен доктор на юридическите науки“.
Като благодарност за щедрото дарение към Русенския университет строителят е удостоен с почетното звание „Доктор хонорис кауза“ на университета и става 38-ия почетен доктор на Русенското висше училище.
За щедрата финансова подкрепа към разни училища и учебни учреждения в Русе и Русенска област кметът на града Пламен Стоилов го удостоява със званието „Почетен гражданин на град Русе“, а от областния управител Венцислав Калчев получава Знака на областния управител на Област Русе.
„Камила Парк“ в град Мисисага е преименуван на покойния Игнат Канев през 2023 г.
- „Канев център“ на Русенския университет
- Откриване на „Канев център“ (РУ)
- Удостояване с титлата доктор хонорис кауза
- „Канев център“ (РУ) от високо